# Тиллер, Карл Фруде
Карл Фруде Тиллер (нюнорск Carl Frode Tiller; род. 4 января 1970, Намсус) — норвежский писатель, историк, музыкант. Пишет на нюнорске.

## Биография
Изучал литературу и историю в Норвежском университете естественных и технических наук в Тронхейме. Дебютировал романом Склон (2001), получившим премию Тарьея Весоса и несколько других за лучший дебют, а также номинированным на крупнейшую премию Браги. Большим успехом пользовался и третий роман писателя Замыкая круг (2007): он получил премию Ассоциации норвежских критиков, литературную премию Европейского Совета (2009) и был выдвинут в кандидаты на главную литературную награду Скандинавии — Литературную премию Северного Совета. Романы писателя переведены на многие языки.
Как музыкант играет в ансамбле Kong Ler.

## Произведения
- 2001: Склон/ Skråninga, роман
- 2003: Второстепенные персонажи/ Bipersonar, роман
- 2007: Замыкая круг/ Innsirkling, роман
- 2007: Общественное здоровье/ Folkehelsa, пьеса
- 2010: Замыкая круг, том второй/ Innsikling II, роман
- 2011:  Portrett av ein varulv, пьеса

## Издания на русском языке
- Замыкая круг. М.: Астрель; Corpus, 2013